# Путятино (Оренбургская область)
Путя́тино — село в Шарлыкском районе Оренбургской области. Административный центр Путятинского сельсовета.

## География
Село находится на расстоянии 22 км к северу от села Шарлык, административного центра района.

### Часовой пояс
Село Путятино, как и вся Оренбургская область, находится в часовой зоне МСК+2. Смещение применяемого времени относительно UTC составляет +5:00.

## История
Село основано предположительно в начале XIX века. В советское время работали совхозы «Берёзовский» и «Шарлыкский».

## Население
| 2010 |
| ---- |
| 546  |

### Национальный состав
Согласно результатам переписи 2002 года, в национальной структуре населения татары составляли 93 % из 664 чел.